# Am Zahn
Am Zahn bezeichnet eine Gruppe von markanten Felsgipfeln auf dem Brunnbergkamm in den Ammergauer Alpen auf dem Gebiet der Gemeinden Unterammergau und Oberammergau.
Die Felszacken können relativ einfach vom Kolbensattel aus erreicht werden, alternativ und anspruchsvoller bei der Überschreitung des Brunnbergkamms.
Zahlreiche Kletterrouten existieren im Gebiet der Zähne.